# 16091 Malchiodi
16091 Malchiodi è un asteroide della fascia principale. Scoperto nel 1999, presenta un'orbita caratterizzata da un semiasse maggiore pari a 2,3492345 UA e da un'eccentricità di 0,1901273, inclinata di 4,83926° rispetto all'eclittica.
Malchiodi è stato scoperto al Laboratorio per la Ricerca di Asteroidi vicini alla Terra del MIT Lincoln.
Il suo nome è dedicato a Beth Malchiodi, una finalista del Concorso 2003 per la Ricerca di Talenti dell'Intel (una competizione scientifica per Seniors di Liceo), che insegna al Liceo Tecnico di Brooklyn a New York.